# NGC 2916
NGC 2916 je galaksija u zviježđu Lavu.

## Vanjske poveznice
- SEDS: NGC 2916